# Então Vai
"Então Vai" (também chamada "Então Vai (Get By)") é uma canção do cantor e drag queen brasileiro Pabllo Vittar com a participação do produtor musical estadunidense Diplo. Foi lançada como quinto single de seu álbum de estreia Vai Passar Mal (2017) em 2 de fevereiro de 2018. A canção foi escrita por Diplo, Ilsey Juber, King Henry, Emily Warren e Boaz van de Beatz.

## Lançamento
A faixa foi lançada como single em 2 de fevereiro de 2018, a partir do lançamento de seu vídeo musical. Até então uma faixa solo, o produtor musical estadunidense Diplo, passou a ser creditado como artista convidado.

## Vídeo musical
Em 21 de dezembro de 2017, foram feitas as gravações do videoclipe, que conta com a direção de Hick Duarte. Diplo, que já havia lançado uma canção em parceria com Vittar, "Sua Cara", o beija neste clipe. O videoclipe alcançou 3 milhões de visualizações no YouTube em suas 24 horas de lançamento.
No dia 20 de dezembro de 2018, a Billboard estadunidense publicou uma lista intitulada Os 10 melhores vídeos musicais de drag queens de 2018 com o videoclipe de "Então Vai" aparecendo na terceira colocação.

## Performances ao vivo
A canção foi adicionada como parte da setlist das turnês Vai Passar Mal Tour e Não Para Não Tour. Em 23 de maio de 2018, Vittar performou "Então Vai" na primeira edição do MTV Millennial Awards Brasil. A performance foi transmitida no dia seguinte pela MTV Brasil.